# 매듭무늬토기 문화
매듭무늬토기 문화(繩目文土器文化, Corded Ware culture)는 기원전 3100년 ~ 2400년경 신석기 시대 말기에서 청동기 시대 초기에 걸쳐 유럽 북부 일대에 퍼진 일련의 고고문화권이다.

## 이름
1883년 독일의 고고학자 프리드리히 클로플라이슈(Friedrich Klopfleisch)가 특징적인 끈 같은 문양이 새겨진 도자기에서 이름을 따서 처음 매듭무늬토기 문화(Schnurkeramik-Kultur)라고 명명했다. 단장무덤 문화(Single Grave culture)라는 이름은 고분 아래에 웅크린 자세로 다양한 유물과 함께 사람을 묻은 매장 관습에서 유래했고, 전부문화(戰斧文化, Battle Axe culture)는 매장지에서 발견되는 특유의 배 모양의 석재 전투 도끼에서 유래했다.

## 경제
정착지의 흔적이 드물다는 점에서, 얌나야 문화와 유사하게 (언어학적으로 추정되는) 고대 인도유럽인의 유목·목축에 전적으로 의존하는 문화를 반영한다는 전통적인 관점이 있다. 그러나 최근 정착 농업의 일부 증거가 발견되면서 이러한 관점은 수정되고 있다. 폴란드 남동부 브로노치체(Bronocice)의 매듭무늬토기 문화 유적지에서 엠머밀, 보통밀, 보리의 흔적이 발견되었으며, (아마도 소가 끄는) 바퀴 달린 차가 남아 있는데 이는 퍼넬비커 시대부터 연속적으로 이어진 것이다.

## 무덤
무덤은 평탄하거나 작은 둔덕이다. 남성의 부장품으로는 돌도끼가 널리 발견되며, 비커형이나 여러 유형의 토기도 흔한 부장품인데 전형적인 끈 문양 외에 간혹 절개(切開)를 포함한 다양한 무늬로 장식되었다. 다른 부장품으로는 마차나 동물 제물도 발견되었다.
거의 동시대에 서유럽에 있던 종형 비커 문화가 유사한 매장 관습을 가지고 있었다. 이 문화는 이베리아 반도에서 시작하여 유럽 대륙으로 확장되었다고 여겨지며 중부유럽 일부 지역에서 매듭무늬토기 문화와 공존했을 것이다.

## 하위 문화
- 중앙드네프르 문화(Middle Dnieper culture)는 매듭무늬토기 문화 형성 초기의 표현이다.[1] 유물은 드물지만 분포상 대초원으로부터의 기원을 암시한다.

- 중앙드네프르 문화는 볼가강 상류에서 파냐노보-발라노보 문화(Fatyanovo–Balanovo culture)로 파생되었고[1], 이는 다시 아바셰보 문화(원시 인도이란인 연관의 신타시타 문화(Sintashta)의 전신)에 기여했다. 파탸노보-발라노보 문화는 우랄어족과 인도유럽어족의 초기 차용을 설명할 수 있으나 Häkkinen은 이 문화의 기층언어가 우랄어족이 아니었다고 주장한다.[2]

- 전형적 매듭무늬토기 문화(독: Schnurkeramikkultur)는 중앙유럽(주로 독일과 폴란드)에서 발견되며 이 문화를 정의하는 특징적인 도자기들을 가리킨다. 꼬인 끈이 젖은 점토에 인각되어 다양한 장식 무늬와 모티프를 이루고 있다. 유물은 주로 매장지에서 찾아지며 남녀 모두에게 특징적인 매듭무늬토기가 주어져 있다. 이들은 아마나 대마로 짠 줄을 가지고 있었음을 알 수 있다.

- 단장무덤 문화(Single Grave culture, Einzelgrabkultur)는 스칸디나비아 남부, 독일 북부, 저지대 국가 지역에서 발견되는 기원전 3천년기 후반의 신석기시대 고고문화로, 단장(單葬) 풍습을 공유하며 일반적으로 전투용 도끼, 호박 구슬, 도자기 그릇 등을 죽은 이와 함께 매장하였다. 더 이른 토착의 누두형 비커 문화의 특징이던 음용 도구에 대한 문화적 강조가 새로 도입된 매듭무늬토기 전통과 합성되었다.

- 스칸디나비아의 매듭무늬토기 문화 파생인 전부 문화(Battle Axe culture)는 기원전 2800년경부터 나타나며 약 3천 개의 무덤으로부터 알려져 있다. 특징적인 전부(전투용 도끼)는 주로 지위의 상징으로 쓰였다. 석기 공예의 전통에는 강한 연속성이 있으며 대량 이주의 증거는 없고 폭력적인 이주의 증거는 더욱 없다. 이후 이 지역에서 게르만 민족의 형성에 기여했다.

## 언어학
매듭무늬토기 문화는 동기 및 청동기 시대에 인도유럽어족 언어가 유럽으로 확산하는 데 있어 핵심적 역할을 했을 가능성이 있다. Mallory (1999)는 매듭무늬토기 문화가 이탈리아켈트어파, 발트슬라브어파, 게르만어파의 선사시대 공통 조상이었다고 제안한다. Anthony (2007)은 매듭무늬토기 문화권이 게르만어, 발트어, 슬라브어를 북유럽 지역에 도입하였을 것으로 생각하며 초기 게르만어가 기원전 3100년에서 2800년 사이 우사토보 문화에서 발전하여 매듭무늬토기 문화와 함께 확산되었다는 가설을 세웠다. 그의 가설에 의하면 동시기 얌나야 문화에서 도래한 인구조어 화자들의 실제 인구 이동이 다뉴브강 유역을 따라 헝가리 지역까지 도달하여 이곳에서 초기 켈트어와 초기 이탈리아어가 발달했고, 슬라브어와 발트어는 드네프르강 중류(현재 우크라이나)에서 발달했다.
마리야 김부타스의 원래 이론에 따르면 매듭무늬토기 문화의 "인도유럽화"는 본질적으로 유전적 변화가 아닌 문화적 변화였다. 김부타스는 동유럽에서 중·서유럽으로의 얌나야 집단의 이주를 군사적 승리로 이해하고 이들이 토착 집단에 새로운 행정체계, 언어, 종교를 강요했다고 보았다. 또한 김부타스는 이 이론의 일환으로 스칸디나비아로 침입한 매듭무늬토기 문화가 누두형 비커 문화의 토착민과 혼합을 이룸으로써 게르만조어가 탄생했다고 추론한 바 있다. 에드거 폴로메(Edgar Polomé)는 현대 독일어에서 발견되는 비인도유럽어 기층의 30%가 누두형 비커 문화의 비인도유럽 언어에서 유래했다고 주장했다.

## 같이 보기
- 누두형 비커 문화
- 종형 비커 문화
- 에르테뵐레 문화